# سلطان راهی
سلطان راهی فیلم‌های پنجابی پاکستان را در دو دهه از سال ۱۹۷۵ تا ۱۹۹۶ به تصویب رساند. او در بیش از ۸۰۴ فیلم ظاهر شد و موفقترین فیلم قهرمان فیلم در مجله جعبه بود.
سلطان راهی در سال (۱۹۵۶) از فیلم باغی به عنوان یک بازیگر اضافی شروع شد و سالها تلاش کرد. در اواخر دهه (۱۹۶۰) او بعضی از نقش‌های برجسته ای را به عنوان بازیگر نقش آفرینی، تبه کار و شخصیت بازی می‌کرد. او در سال (۱۹۷۲) در فیلم کارگردانی او نقش مهمی ایفا کرد بشیرا. در سال (۱۹۷۵) او در یک فیلم بسیار خشونتبار اما فوق‌العاده فیلم وحشی جٹ ظاهر شد و به یک نماد قهرمان عمل تبدیل شد. فیلم مولا جٹ (۱۹۷۹) او تمام سوابق کسب و کار خود را ایجاد کرد و تا سالیان پس از مرگ او صنایع فیلم را تحت سلطه قرار داد.
سلطان راهی بولونژد خانواده خانوادگی اردو، وو مهاجرت فرام موزفرهارق، ناحیه باجور، بالا (اوتار پرادش) هندوستان است و در راولپندی نشسته‌است.
پیش از پیوستن به فیلمها، او در سال (۱۹۵۵) در یک نمایشنامه به نام نادیر شاه درمانی به کارگردانی شد. او در سال ۱۹۳۸ زاده شد و توسط یک قاتل ناشناس در ۹ ژانویه ۱۹۹۶ کشته شد.